# Le ereditiere
Le ereditiere (Las herederas) è un film del 2018 diretto da Marcelo Martinessi.

## Trama
Chela, timida e riservata, e Chiquita, estroversa e forte, sono due donne sulla sessantina che vivono assieme da trent'anni. Appartenenti a famiglie benestanti di Asunción, hanno sempre vissuto agiatamente. Anche per loro, però, arriva un periodo di crisi economica. Chela rifiuta ogni tipo di aiuto e per vivere sono costrette a vendere gran parte degli oggetti di valore che possiedono. Un debito non pagato fa sì che per Chiquita, che è sempre stata colei che teneva la gestione della contabilità, si aprano le porte del carcere. Per Chela, rimasta sola, si apre un nuovo capitolo della vita. Ricomincia a vivere, a guidare per andare a trovare la compagna in prigione e inizia anche a lavorare come tassista per un gruppo di ricche signore. La timidezza lascia il posto ad una donna sicura, che riesce a socializzare con le persone di cui prima aveva timore e che prende coscienza che il rapporto con Chiquita, con gli anni e le traversie passate, ha perso vigore. Le è vicino Pati, la giovane domestica che Chiquita ha assunto per aiutarla durante la sua assenza e che in breve diventa il suo braccio destro. Fondamentale, poi, si rivela l'incontro con Angie, la disinvolta nipote di una delle sue nuove clienti. Chela subisce il fascino di Angie, sembra quasi che l'amicizia possa trasformarsi in qualcosa d'altro, ma la donna non è in grado di cogliere l'occasione. Il ritorno di Chiquita, il cui carattere estroverso non è stato scalfito dal carcere, potrebbe fare ritornare la situazione alla routine che si era creata negli anni, ma Chela, che ha preso coscienza di sé, non accetta di tornare indietro.

## Riconoscimenti
- 2018 - Festival di Berlino
  - Orso d'argento per la migliore attrice a Ana Brun
  - Premio Alfred Bauer
  - Premio FIPRESCI